# Tanganika (prowincja)
Tanganika (fr. Tanganyika) – planowana prowincja w Demokratycznej Republice Konga, która ma powstać na mocy konstytucji przyjętej w 2006 roku; obecnie w granicach prowincji Katanga. Stolicą prowincji ma być Kalemie.